# Stefan Teelen
Stefan Teelen (Maaseik, 10 april 1979) is een voormalig Belgisch voetballer. Hij speelde als linkervleugelverdediger voor onder andere RC Genk, La Louvière en FC Zwolle. 
Aan het eind van het seizoen 2005/06 is Teelen gestopt met betaald voetbal nadat zijn contract niet werd verlengd. In zijn laatste twee seizoenen kende hij vooral blessures.

## Carrière
| Seizoen | Club           | Land      | Competitie     | Wed. | Goals |
| ------- | -------------- | --------- | -------------- | ---- | ----- |
| 1997/98 | RC Genk        | België    | Eerste Klasse  | 2    | 0     |
| 1998/99 | RC Genk        | België    | Eerste Klasse  | 5    | 0     |
| 1999/00 | RC Genk        | België    | Eerste Klasse  | 10   | 0     |
| 2000/01 | RC Genk        | België    | Eerste Klasse  | 16   | 0     |
| 2001/02 | RC Genk        | België    | Eerste Klasse  | 9    | 0     |
| 2002/03 | La Louvière    | België    | Eerste Klasse  | 14   | 1     |
| 2003/04 | Heusden-Zolder | België    | Eerste Klasse  | 19   | 0     |
| 2004/05 | FC Zwolle      | Nederland | Eerste divisie | 22   | 0     |
| 2005/06 | FC Zwolle      | Nederland | Eerste divisie | 18   | 0     |
| Totaal  | Totaal         | Totaal    | Totaal         | 115  | 1     |